# New Zealand State Highway 8
Der New Zealand State Highway 8 (State Highway 8 oder in Kurzform SH 8) ist eine Fernstraße von nationalem Rang auf der Südinsel von Neuseeland.

## Geographie
Der State Highway 8 besitzt eine Länge von 457 km lang und war einer der ehemals acht nationalen State Highways. Er bildet einen Halbkreis im Gegenuhrzeigersinn und verläuft durch das Mackenzie Basin und den Central Otago District. Anfang und Ende des SH 8 bilden Anschlussstellen am State Highway 1. Die Kilometrierung verläuft von Nord nach Süd.
Der SH 8 ist sowohl in den Städten als auch im ländlichen Raum zum größten Teil eine Straße mit einem Fahrstreifen pro Fahrtrichtung mit Kreuzungen und Grundstückszufahrten, entspricht also etwa einer Bundesstraße/Hauptstrasse.

## Strecke

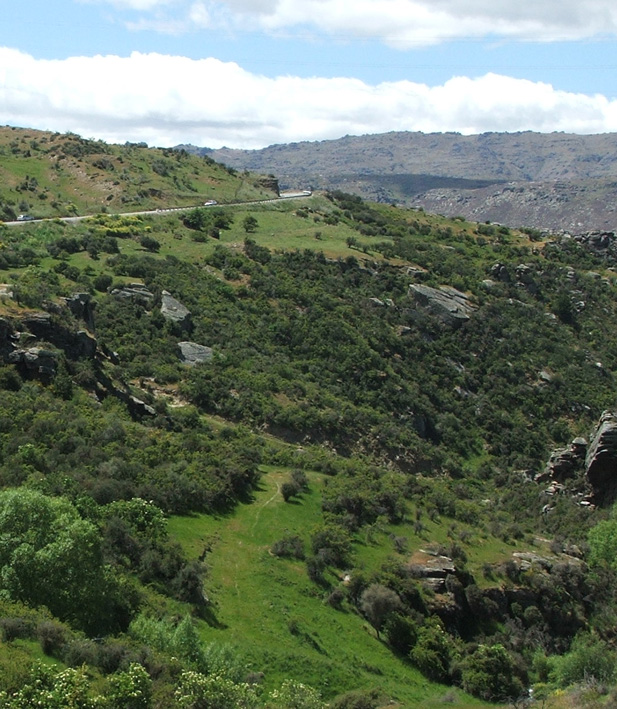
Der SH 8 verläuft durch unwegsames Gelände, wie hier durch felsiges Hügelland südlich von Alexandra.

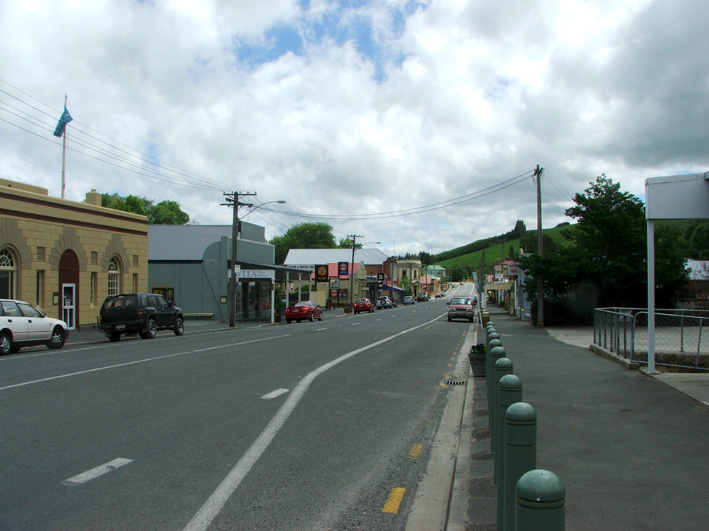
SH 8 in Lawrence

Der SH 8 zweigt in Washdyke, einem Industrievorort von Timaru ab und verläuft anfangs nach Nordwesten bis Fairlie. Von hier verläuft die Strecke nach Westen und gewinnt rasch an Höhe. Dabei passiert sie das Südende der zwei großen Seen des Mackenzie Basin, Lake Tekapo und Lake Pukaki.
Von Pukaki wendet sich die Straße nach Südwesten und durchquert den oberen Teil des Tales des Waitaki River und die Orte Twizel und Omarama. Danach steigt die Straße erneut an und erreicht mit dem  971 m hohen  Lindis Pass ihren höchsten Punkt. Die Straße folgt nun dem Tal des Lindis River und erreicht den Oberlauf des Clutha River/Mata-Au nahe Tarras.
Von hier aus verläuft der Highway nahe der Ostküste des Stausees Lake Dunstan entlang und erreicht an dessen Südende die Stadt Cromwell. Der SH 8 folgt von hier aus dem Clutha durch die Schlucht Cromwell Gorge und passiert in Clyde den Clyde Dam, Neuseelands größten Staudamm zur Wasserkraftgewinnung. Die Straße folgt dem Clutha durch Alexandra und trifft hier auf den SH 85. Sie verläuft nun am Westufer des Clutha und des Lake Roxburgh nach Süden bis Roxburgh. Ein großer Teil dieses Streckenabschnittes führt durch Obstplantagen und entlang der Abbaugebiete des Goldrausches in Otago.
Von Roxburgh folgt der SH 8 einer südöstlichen Richtung. Er durchquert Ettrick, Raes Junction und Beaumont. Dort verlässt der SH8 das Tal des Clutha Richtung Lawrence. Von dort aus verläuft die Straße über Waitahuna und die gewundene Schlucht Manuka Gorge, um dann die Ebene des Tokomairaro River bei Clarksville, drei Kilometer südlich von Milton zu erreichen. Hier befindet sich der zweite Anschluss des SH 8 an den SH 1.
Der SH 8 hat zwei Abzweige, den  SH 8A und den SH 8B. Diese verbinden ihn mit dem State Highway 6 am Westufer des Lake Dunstan. Der State Highway 8A verläuft über 23 km vom SH 6 bei Luggate zum Anschluss an den SH 8 nahe Tarras. Der State Highway 8B ist nur 2,6 km lang und verläuft vom SH 8 bei Deadmans Point über den See nach Cromwell.
Streckenänderungen:
Der Verlauf des SH 8 zwischen Clyde und Tarras wurden in den 1980er Jahren wegen des Baues des Clyde-Dammes geändert. Dieser überflutete einen großen Teil der Cromwell Gorge, darunter auch die frühere Streckenführung. Deshalb wurde zwischen Clyde und Cromwell ein komplett neuer Abschnitt gebaut. Die frühere Brücke mit nur einem gemeinsamen Fahrstreifen für beide Fahrtrichtungen wurde durch eine zweispurige Brücke 1,5 km nördlich des alten Standortes ersetzt.

## Statistik
Im Jahre 2011 hatte der SH 8 im Jahresmittel ein Verkehrsaufkommen zwischen 1219 Fahrzeugen in Bendigo und 8253 Fahrzeugen in der Ortsdurchführung von Alexandra. An den elf Messpunkten hatten zwischen neun und 18 % der Fahrzeuge eine Masse von 3,5 t oder mehr. Der SH 8A hatte ein mittleres Verkehrsaufkommen von 646 bis 858 Fahrzeugen, der SH 8B zwischen 3930 an der Deadmans-Point-Brücke bis 4500 nahe der Verbindung mit dem SH 6.

## Wichtige Anschlussstellen
| Distrikt               | Ort             | km                                   | Verbindung nach                     | Anmerkungen                                          |
| ---------------------- | --------------- | ------------------------------------ | ----------------------------------- | ---------------------------------------------------- |
| Timaru District        | Washdyke        | 0                                    | SH 1 nördlich Temuka, Christchurch  | SH 8 beginnt                                         |
| Timaru District        | Washdyke        | 0                                    | SH 1 südlich Timaru, Dunedin        | SH 8 beginnt                                         |
| Mackenzie District     | Fairlie         | 57                                   | SH 79 Geraldine, Christchurch       | alternative Strecke nach Christchurch, umgeht Timaru |
| Mackenzie District     | Lake Pukaki     | 146                                  | SH 80 Glentanner, Aoraki/Mount Cook |                                                      |
| Waitaki District       | Omarama         | 185                                  | SH 83 Kurow, Oamaru                 |                                                      |
| Waitaki District       |                 | Lindis Pass 971 m                    |                                     |                                                      |
| Central Otago District |                 |                                      |                                     |                                                      |
| Tarras                 |                 | SH 8A Wanaka, West Coast             |                                     |                                                      |
| Cromwell               |                 | SH 8B Cromwell, Queenstown           |                                     |                                                      |
| Alexandra              |                 | SH 85 Ranfurly, Dunedin              |                                     |                                                      |
| Raes Junction          |                 | SH 90 Tapanui, Gore                  | Abzweig liegt an der Distriktgrenze |                                                      |
| Raes Junction          | Clutha District | SH 90 Tapanui, Gore                  | Abzweig liegt an der Distriktgrenze |                                                      |
| Clarksville            | 460             | SH 1 nördlich Milton, Dunedin        | SH 8 endet                          |                                                      |
| Clarksville            | 460             | SH 1 südlich Balclutha, Invercargill | SH 8 endet                          |                                                      |